# Conjunto prehistórico de Son Serra
El Conjunto prehistórico de Son Serra es un yacimiento arqueológico de Mallorca, Islas Baleares (España). Se encuentra en el municipio de Muro, en la hacienda conocida como Ses Cases de Son Serra, a la que se accede por la carretera que conecta Muro con Ca'n Picafort. El sitio arqueológico se compone de varias estructuras de diferentes épocas: un núcleo de época talayótica y otro más tardío aunque de fecha todavía indeterminada.

## Núcleo talayótico
Por la tipología de sus estructuras puede encuadrarse en el periodo talayótico (ca. 950 - 650 a. C.) y se compone de dos talayots cuadrados. El talayot norte es el mayor del conjunto aunque permanece parcialmente enterrado y tapado por los desprendimientos y acumulaciones de piedra. Presenta una altura máxima de unos dos metros y medio aunque ha perdido toda su fachada externa porque al parecer se utilizaron sus piedras para construir los edificios modernos cercanos. El talayot sur está peor conservado y su altura máxima apenas llega a un metro, aunque está bastante cubierto de tierra y rocas.

## Núcleo posterior
Al oeste del centro talayótico encontramos más estructuras talaióticas que fueron amortizadas en un periodo posterior indeterminado, quizás islámico, del que se conservan las plantas de algunas habitaciones cuadradas y rectangulares. Las habitaciones talaióticas que hay en ese sector tienen planta cuadrada aunque están muy cubiertas por las estructuras posteriores y por los resultados de la adecuación de la pista para caballos que divide actualmente el yacimiento en dos, actuación que propició la destrucción de las estructuras que allí había.